# Émile Zipelius
Émile Zipelius, né à Mulhouse le 30 juin 1840, mort par noyade dans la Moselle à Pompey le 16 septembre 1865, est un peintre français.

## Biographie
Émile Zipelius est le fils du peintre Georges Zipélius (en) (1808-1890), lui-même fils de Jean-Philippe Zipelius et d'Elisabeth Laederich.
Il est d'abord l'élève de son père, puis il entre à l'École des beaux-arts de Paris le 7 octobre 1858 dans les ateliers de Léon Cogniet (1794-1880) et de Bénédict Masson (1819-1893).
Il présente ses premières œuvres au Salon de Paris de 1861.
La plupart de ses tableaux et dessins sont conservés au musée des beaux-arts de Mulhouse.

## Quelques œuvres
- Portrait du Docteur Jean Weber, huile sur toile, 1860
- Portrait d'enfant, dessin à la plume, vers 1860, bibliothèque municipale de Mulhouse
- Jardin des oliviers, huile sur toile, 1861
- Géthsémani, Salon de 1861,
- Portrait de Georges Zipelius, huile sur toile, Salon de 1861,
- Portrait d'homme (autoportrait), fusain avec rehauts de blanc, 1862
- Scène romaine, fusain avec rehauts de blanc et pastel rouge sur papier gris, probablement une étude pour le tableau Brutus[2]
- Brutus, huile sur toile, 1862
- Paysage (femme se baignant), fusain avec rehauts de blanc et sanguine, 1863
- Christ couché, 1863, crayon noir et fusain
- Marie, mère de douleur, Salon de 1864,
- Le Christ mort, huile sur toile, Salon de 1865,
- Portrait par lui-même, dessin
- Centaure, fusain repassé à la plume et à l'encre noire sur calque
- Portrait du docteur R…, exposition posthume
- Tête d'enfant, exposition posthume